# Simon and Garfunkel
Simon & Garfunkel var en amerikansk folk-rock-duo som bildades i New York 1964 och bestod av sångarna Paul Simon och Art Garfunkel, båda födda 1941. Simon & Garfunkel kom att bli en av 1960-talets populäraste grupper. 
Paul Simon var den som skrev låtarna. Båda sjöng och de arbetade tillsammans fram sångharmonierna som kom att bli deras signum.
De producerade skivorna tillsammans med producenten Roy Halee.
Efter att det storsäljande albumet Bridge over Troubled Water släpptes 1970 splittrades duon på grund av inbördes slitningar, med sporadiska försök till återföreningar de följande decennierna. Sedan de återförenades på scen 2003 har deras relation dock förbättrats, och det har hintats att ny musik kan komma att skrivas.

## Historia

### Tom & Jerry
Paul Simon och Art Garfunkel träffades första gången 1953 under en skoluppsättning av Alice i Underlandet när de var elva år. De bodde då i stadsdelen Queens i New York, Simon spelade den vita kaninen och Garfunkel Cheshirekatten. Vid 16 års ålder  1957 skrev de och spelade in singeln "Hey, Schoolgirl" under namnet Tom & Jerry  på skivbolaget BIG. Bolaget ägdes av Sid Prosen, som mutade Alan Freed med 200 dollar för att spela singeln i hans radioprogram. Simon kallade sig "Jerry Landis", eftersom han vid den tiden dejtade en tjej som hette Sue Landis, och Garfunkel "Tom Graph" (från "Graph Paper" som han använde för att rita på). Musikaliskt var deras stora förebilder duon The Everly Brothers. Singeln sålde 150 000 exemplar och nådde 49:e plats på Billboard-listan. 23 november 1957 uppträdde de på amerikansk TV i musikprogrammet American Bandstand iklädda röda jackor. Sammanlagt tjänade duon cirka 4 000 dollar var på låten via två procent i royalty på försäljningen.
Men de efterföljande singlarna, "Our Song", "That's My Story", och "Don't Say Goodbye", floppade och de båda återvände till sina studier. Garfunkel studerade matematik på Columbia University medan Simon valde engelsk litteratur som ämne vid City University of New York. 
Efter att de senare slagit igenom som "Simon & Garfunkel" gavs "Tom & Jerry"-materialet ut 1966 på LP:n Simon & Garfunkel på skivetiketterna Allegro (UK) och Pickwick (US), vilka dock drogs tillbaka efter kort tid efter påtryckningar från Simon och Garfunkel. Dessa låtar har även i modern tid återutgivits på CD både som bootlegs och legitima utgåvor. Dessutom har många tidigare outgivna låtar inspelade 1959 – 1964 givits ut på diverse CD-album, de flesta bara med Simon.

### "The Sound of Silence"
Efter en provspelning för producenten Tom Wilson 1964, som då också producerade Bob Dylan, fick duon kontrakt med skivbolaget Columbia. Albumet Wednesday Morning, 3 AM spelades in, men sålde dåligt. Simon åkte till England och spelade på pubar och klubbar. Han spelade där dessutom in soloalbumet The Paul Simon Song Book under tre dagar i juni och juli 1965. Garfunkel fortsatte sina arkitektstudier.
När två lokala radiostationer i Florida och Boston började få önskningar från lyssnare om att få höra sången "The Sound of Silence" från LP:n lät Tom Wilson spela in 12-strängad gitarr, bas och trummor på den akustiska versionen av sången och skivbolaget gav ut den som singel. När den nådde förstaplatsen i december 1965 återförenades Simon & Garfunkel för att snabbt spela in albumet Sounds of Silence som gavs ut i januari efterföljande år. Duon spelade även in en ny version av "I Am a Rock" som ursprungligen funnits med på Simons soloalbum och den blev en hit 1966.

### Parsley, Sage, Rosemary and Thyme
Senare samma år följde albumet Parsley, Sage, Rosemary and Thyme som tog närmare tre månader och kostade cirka 30 000 dollar att spela in, en oerhörd summa på den tiden. Albumet består huvudsakligen av akustiska inspelningar av låtar som Simon skrivit under tiden i England föregående år inklusive några av låtarna från soloalbumet The Paul Simon Songbook.
Albumet, som innehåller hitlåtarna "Homeward Bound", "Scarborough Fair" och "The 59th Street Bridge Song (Feelin' Groovy)", placerade sig på amerikanska Billboardlistans 4:e plats. Parsley, Sage, Rosemary and Thyme avslutas med en kombinerad fiktiv nyhetssändning och julsången "Stilla natt" ("Silent Night"). Diskjockeyn Charlie O'Donnell agerar nyhetsuppläsaren, som bland annat rapporterar om Lenny Bruces död och upptrappningen av kriget i Vietnam, vilket bildar en ironisk motsats till sångens julbudskap.

### Monterey Pop Festival
Den 16 juni 1967 framträdde duon på Monterey Pop Festival. De avslutade festivalens första dag av tre genom att spela låtarna "Homeward Bound", "At The Zoo", "The 59th Street Bridge Song (Feelin' Groovy)", "For Emily, Whenever I May Find Her", "The Sound of Silence", "Benedictus" samt "Punky's Dilemma".

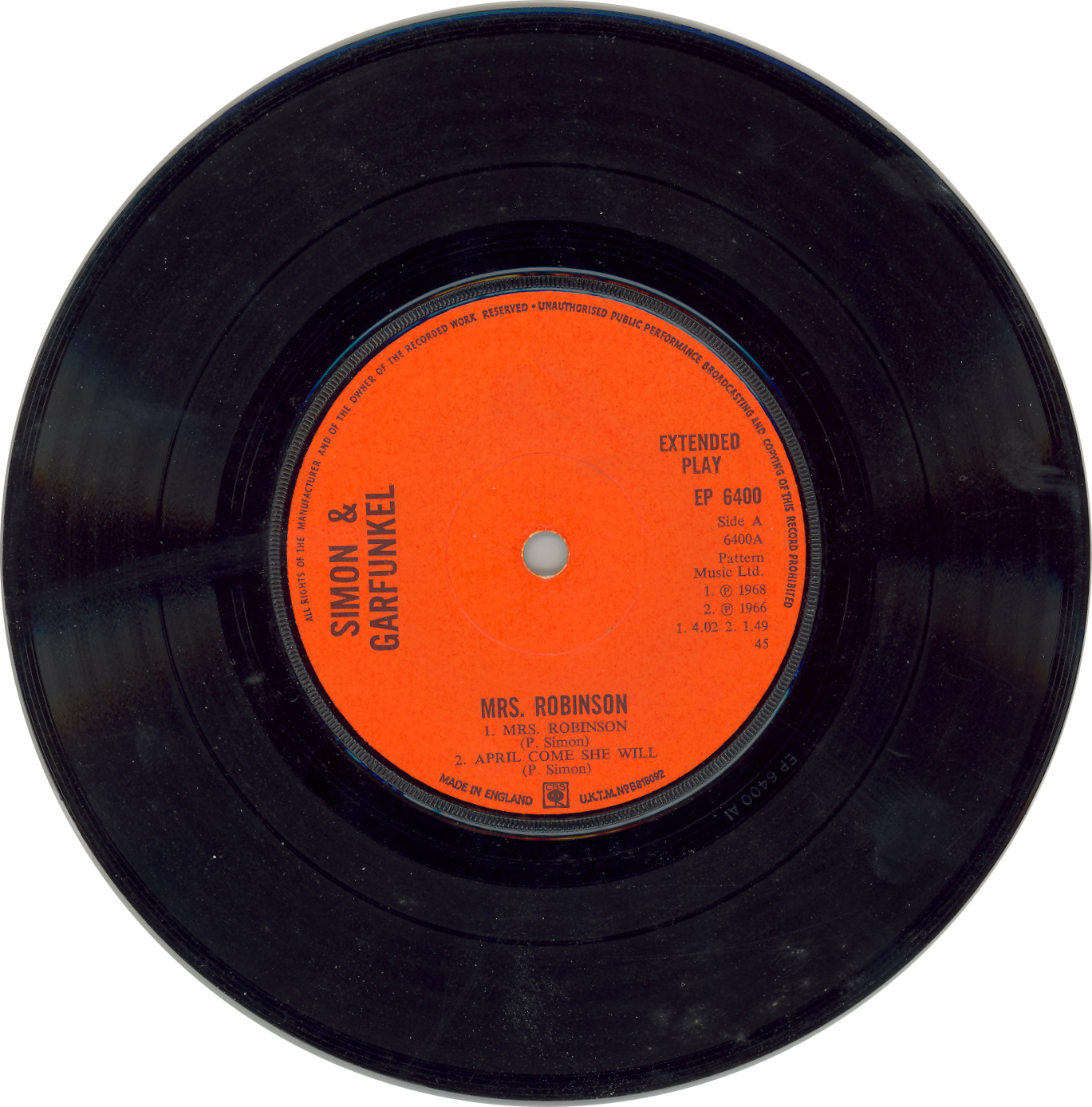
Den brittiska EP-utgåvan av "Mrs. Robinson" från 1968. Övriga låtar på EP:n är "April Come She Will", "Scarborough Fair/Canticle" och "The Sound of Silence" (Fotnot:CBS-loggan är borttagen av upphovsrättsliga skäl)

### Mandomsprovet
Soundtracket till filmen Mandomsprovet 1968 gjorde Simon & Garfunkel till superstjärnor, trots att soundtracket i huvudsak bestod av redan utgivna låtar. Den nyskrivna "Mrs Robinson" (ursprungligen betitlad "Mrs Roosevelt") från filmen hamnade istället på duons fjärde skiva Bookends som kom ut i nära anslutning till filmen. Den 15 juni 1968, samtidigt som "Mrs Robinson" låg etta på amerikanska singellistan, intog Simon & Garfunkel också de tre översta placeringarna på den amerikanska album-listan med soundtracket och sina två senaste album (dessutom låg Sounds of Silence på 27:e plats och Wednesday Morning, 3 AM på 163:e).

### Bridge over Troubled Water
Under 1969 pågick inspelningen av duons nästkommande album Bridge over Troubled Water. Ett smakprov från albumet gavs ut redan i april 1969 när singeln "The Boxer"/"Baby Driver" gavs ut. Inspelningen av albumet försenades, delvis på grund av att Garfunkel befann sig i Mexiko för att spela in filmen Moment 22. Olika åsikter om musikalisk inriktning ledde även till begynnande motsättningar mellan de båda gruppmedlemmarna. Albumet Bridge over Troubled Water, som gavs ut i februari 1970, blev ändå deras största försäljningssuccé. Förutom titelspåret gjorde singlarna "Cecilia" och "El cóndor pasa (If I Could)" bra ifrån sig på hitlistorna. Albumet placerade sig överst såväl på den amerikanska Billboard-listan som den engelska albumlistan, liksom i flera andra länder. På Englandslistan låg albumet etta i totalt 41 veckor (under en 18 månader lång period) och albumet var där det mest sålda såväl 1970 som 1971. 
Detta kom att bli deras sista studioalbum. Efter en påföljande turné i USA och Europa splittrades duon och de båda inriktade sig på sina respektive solokarriärer.

### Sporadiska återföreningar 1980- och 90-tal
Under följande år återförenades Simon & Garfunkel flera gånger i olika sammanhang, trots duons inbördes slitningar. I juni 1972 gav de en konsert i Madison Square Garden till stöd för den demokratiske presidentkandidaten George McGovern. 1975 spelade de in sången "My Little Town" som hamnade både på Simons skiva Still Crazy After All These Years och Garfunkels Breakaway. Den 18 oktober 1975 uppträdde de också tillsammans i det andra avsnittet någonsin av TV-programmet Saturday Night Live, där de tillsammans sjöng "The Boxer", "Scarborough Fair" och den nya låten "My Little Town".
1978 spelade de tillsammans med James Taylor in Sam Cooke-låten "(What a) Wonderful World", vilken återfinns på Garfunkel-albumet Watermark.
Det dröjde dock drygt ett decennium innan duon höll en hel konsert tillsammans sedan turnén för Bridge Over Troubled Water. Den 19 september 1981 gav de en gratiskonsert i Central Park i New York inför cirka 500 000 människor, vilken året efter släpptes som det storsäljande dubbelalbumet The Concert in Central Park. Deras återvunna publicitet ledde till att gruppen försökte återförenas och de började turnera igen. De turnerade i Europa sommaren 1982 och besökte bland annat Stockholm 6 juni. 1983 turnerade duon i USA där flera nya låtar från ett planerat kommande album framfördes. På grund av nya motsättningar skrinlades dock projektet och albumet gavs istället ut som Paul Simons soloskiva Hearts and Bones hösten 1983.
17 januari 1990 invaldes Simon & Garfunkel i Rock and Roll Hall of Fame. Vid detta till tillfälle framfördes "El cóndor pasa (If I Could)", "Bridge over Troubled Water" och "Goodnight Sweetheart".
Hösten 1993 gav de 21 konserter i New York, men samarbetet dem emellan var ansträngt och det skulle dröja tio år innan de stod på scenen tillsammans igen.
Samlingsalbumet Old Friends släpptes 1997, som dessutom innehöll fyra tidigare outgivna studioinspelningar. 

### 2000-tal
Vid den amerikanska Grammy-galan 2003 återförenades duon då de tilldelades en Lifetime Achievement Award. Då sjöng de "The Sound of Silence". Under oktober/november samma år genomförde de en 40 konserter lång turné över hela USA som sågs av sammanlagt över en halv miljon människor. 

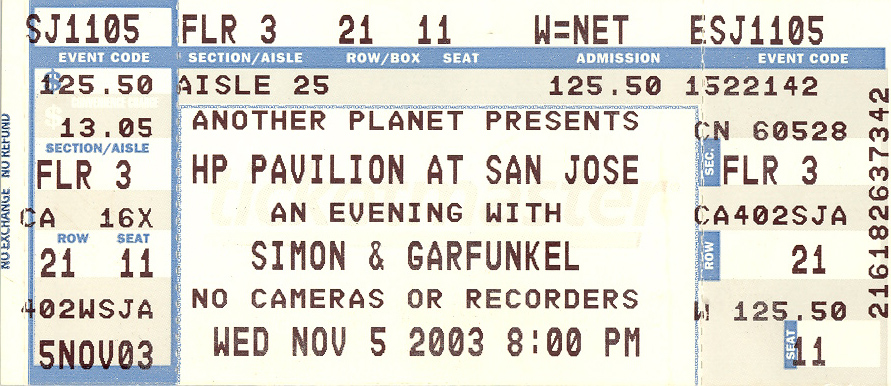
Biljett från Simon & Garfunkels konsert i San José, Kalifornien, 5 november 2003. Ett datum som för övrigt är Art Garfunkels födelsedag.

Under juni/juli 2004 turnerade de på nytt i USA (21 konserter) och Europa (12 konserter). De besökte bland annat Globen i Stockholm 25 juli och 31 juli hölls en gratiskonsert utomhus bredvid Colosseum i Rom bevittnad av 600 000 åskådare. Under samtliga konserter 2003 och 2004 medverkade The Everly Brothers som särskilda gäster. Sommaren 2004 lanserades dessutom i en radiointervju den första nya Simon & Garfunkel-låten på 29 år; "Citizen of the Planet". Låten gavs senare ut som ett extraspår på albumet Old Friends - Live On Stage (2004).
Den 20 september 2005 uppträdde Simon & Garfunkel på nytt tillsammans. Då gällde det en stödgala i Madison Square Garden för dem som drabbats av Orkanen Katrina. De framförde låtarna "Bridge over Troubled Water" (tillsammans med Aaron Neville), "Homeward Bound" och "Mrs. Robinson". Hela denna konsert (med många andra artister) gavs ut på dvd i augusti 2006.
När Beacon Theatre i New York öppnade på nytt 13 februari 2009 efter att ha varit stängd under en sju månader lång restaurering, var Paul Simon den förste som gav konsert där. Efter en 90 minuter lång föreställning kungjorde Simon: "Mina damer och herrar, min gamle vän Art Garfunkel", varefter Garfunkel gjorde entré. Därefter sjöng Simon & Garfunkel "The Sound of Silence", "The Boxer" och avslutade kvällen med "Old Friends".
13 juni 2009 återförenades duon för en turné i Nya Zeeland (2 konserter), Australien (9 konserter) och den avslutades i Japan 18 juli (6 konserter). Dessa konserter var i huvudsak en upprepning av turnéerna från 2003 och 2004 gällande låtar och spelordning. The Everly Brothers medverkade dock inte denna igång, istället framförde Paul Simon och Art Garfunkel några låtar var från sina respektive solokarriärer.
Den 29 oktober 2009 firade Simon & Garfunkel Rock & Roll Hall Of Fame's 25-årsjubileum tillsammans med Bruce Springsteen, Crosby, Stills & Nash, Stevie Wonder, Eric Clapton, Aretha Franklin, Metallica och U2. Det var en tvåkvällars konsert på Madison Square Garden.
2010 uppträdde duon på New Orleans Jazz Festival, men den redan annonserade sommarturnén i Kanada och USA ställdes in efter att Garfunkel fått problem med stämbanden och ordinerades vila från all sång tills vidare. Garfunkel uttalade sig i den amerikanska musiktidningen Rolling Stone att han hoppades kunna återvända till Simon & Garfunkel året därpå, vilket dock aldrig skett.
2011, 41 år efter att det storsäljande albumet Bridge over Troubled Water gavs ut, gav skivbolaget Columbia Records ut en 40-årsjubileumsutgåva av albumet som också innehöll den nyinspelade dokumentären The Harmony Game - The Making of Bridge over Troubled Water. I filmen intervjuas Paul Simon, Art Garfunkel, Roy Halee och flera av de musiker som medverkar på albumet. 
Alltsedan återföreningen på scen 2003 verkar vänskapen mellan Simon och Garfunkel också börjat läkas, och de har sedan 2024 börjat umgås privat som vänner.

## Diskografi

### Album
Studioalbum
- Wednesday Morning, 3 AM (1964)
- Sounds of Silence (1966)
- Parsley, Sage, Rosemary and Thyme (1966)
- Bookends (1968)
- Bridge over Troubled Water (1970)

Samtliga fem studioalbum är sedan 2001 utgivna med remastrat ljud på CD och med bonusspår.
Livealbum
- The Concert in Central Park (1982) (även utgiven på DVD)
- Live From New York City, 1967 (2002)
- Old Friends - Live On Stage (2004) (2-CD)
- Live 1969 (2008)

Samlingsalbum
- Simon & Garfunkel (1966) (inspelningar från 1950-talet under namnet Tom & Jerry)[14]
- Greatest Hits (1972)
- Collected Works  (1981) (de fem studioalbumen i en box)
- The Simon and Garfunkel Collection: 17 of Their All-Time Greatest Recordings (1981)
- 20 Greatest Hits (Simon & Garfunkel)20 Greatest Hits (1991)
- The Definitive Simon & Garfunkel (1991)
- Old Friends (1997) (3-CD-box med 5 tidigare outgivna studioinspelningar och tio outgivna livespår)
- The Best of Simon & Garfunkel (1999)
- Two Can Dream Alone (2000) (inspelningar från 1950-talet bland annat under namnet Tom & Jerry)
- Tales from New York: The Very Best of Simon & Garfunkel (2000)
- The Collection (2002)
- Tom & Jerry (2002)
- The Essential Simon & Garfunkel (2003) (2-CD)
- Before the Fame (2003)
- Paul Simon & Art Garfunkel (2006)
- America: The Simon and Garfunkel Collection (2008) (5 studioalbum + 1 DVD)

Soundtracks
- The Graduate (1968) (soundtrack till filmen Mandomsprovet)

Box sets
- The Complete Collection (1980)
- The Columbia Studio Recordings 1964-1970 (2001)
- The Collection: Simon & Garfunkel (2007)
- Simon & Garfunkel: The Complete Albums Collection (2014) (11-CD)

Annat
- Bridge over Troubled Water 40th Anniversary Edition (2011)

### Singlar
| År   | Namn                                                                       | Skivbolag                       | Listplacering | Listplacering | Taget från album                                                                             |
| År   | Namn                                                                       | Skivbolag                       | US            | UK            | Taget från album                                                                             |
| 1957 | "Hey Schoolgirl"/"Dancin' Wild" [a]                                        | Big 613 [45 & 78] and King 5167 | #49           | -             |                                                                                              |
| 1958 | "Our Song"/"Two Teen-Agers" [a]                                            | Big 616                         | -             | -             |                                                                                              |
| 1958 | "That’s My Story"/"Don’t Say Goodbye" [a]                                  | Big 616 and Hunt 319            | -             | -             |                                                                                              |
| 1959 | "Baby Talk"/"I'm Gonna Get Married" [a] [c]                                | Bell 120                        | -             | -             |                                                                                              |
| 1959 | "Baby Talk"/"Thank You Pretty Baby" [a] [b] [d]                            | Gala GSP 806                    | -             | -             |                                                                                              |
| 1959 | "I'm Lonesome"/"Looking At You" [a]                                        | Ember 1094                      | -             | -             |                                                                                              |
| 1962 | "Surrender, Please Surrender"/"Fightin' Mad" [a]                           | ABC-Paramount 10363             | -             | -             |                                                                                              |
| 1963 | "I'm Lonesome"/"Looking At You" [a] [b]                                    | Pye International 25202         | -             | -             |                                                                                              |
| 1965 | "The Sound of Silence"/"We've Got A Groovey Thing Goin'"                   | Columbia 4-43396                | #1            | -             | Sounds of Silence                                                                            |
| 1966 | "Homeward Bound"/"Leaves That Are Green"                                   | Columbia 4-43511                | #5            | #9            | Sounds of Silence (B-sidan); Parsley, Sage, Rosemary & Thyme (A-sidan)                       |
| 1966 | "I Am a Rock"/"Flowers Never Bend with the Rainfall"                       | Columbia 4-43617                | #3            | #17           | Sounds of Silence (A); Parsley, Sage, Rosemary & Thyme (B)                                   |
| 1966 | "The Dangling Conversation"/"The Big Bright Green Pleasure Machine"        | Columbia 4-43728                | #25           | -             | Parsley, Sage, Rosemary & Thyme                                                              |
| 1966 | "A Hazy Shade of Winter"/"For Emily, Whenever I May Find Her"              | Columbia 4-43873                | #13           | -             | Bookends (A); Parsley, Sage, Rosemary & Thyme (B)                                            |
| 1967 | "At the Zoo"/"The 59th Street Bridge Song (Feelin' Groovy)"                | Columbia 4-44046                | #16           | -             | Bookends (A); Parsley, Sage, Rosemary & Thyme (B)                                            |
| 1967 | "Fakin' It"/"You Don't Know Where Your Interest Lies"                      | Columbia 4-44232                | #23           | -             | Bookends (A) (annan version på singeln) (B-sidan numera bonusspår på cd-utgåvan av Bookends) |
| 1967 | "Scarborough Fair/Canticle"/"April Come She Will"                          | Columbia 4-44465                | #11           | -             | Parsley, Sage, Rosemary & Thyme (A); Sounds of Silence (B)                                   |
| 1968 | "Mrs. Robinson"/"Old Friends/Bookends"                                     | Columbia 4-44511                | #1            | #7            | Bookends                                                                                     |
| 1969 | "The Boxer"/"Baby Driver"                                                  | Columbia 4-44785                | #7            | #10           | Bridge over Troubled Water                                                                   |
| 1969 | "Baby Driver" (mono)/"Baby Driver" (stereo)                                | Columbia 4-44785                | -             | -             | Bridge over Troubled Water (versionen på B-sidan)                                            |
| 1970 | "Bridge over Troubled Water"/"Keep the Customer Satisfied"                 | Columbia 4-45079                | #1            | #1            | Bridge over Troubled Water                                                                   |
| 1970 | "Cecilia"/"The Only Living Boy In New York"                                | Columbia 4-45133                | #4            | -             | Bridge over Troubled Water                                                                   |
| 1970 | "El cóndor pasa (If I Could)"/"Why Don't You Write Me"                     | Columbia 4-45237                | #18           | -             | Bridge over Troubled Water                                                                   |
| 1972 | "For Emily, Whenever I May Find Her" (live)                                | Columbia 4-45663                | #53           | -             | Greatest Hits                                                                                |
| 1972 | "America"                                                                  | Columbia 4-45663                | #97           | -             | Greatest Hits                                                                                |
| 1975 | "My Little Town" (mono)/"My Little Town" (stereo) [e]                      | Columbia 3-10230                | #9            | -             |                                                                                              |
| 1982 | "Wake Up Little Susie" (live)/"Me and Julio Down by the Schoolyard" (live) | Warner Bros. WBS 50053          | #27           | -             | The Concert in Central Park                                                                  |

[a] Under namnet Tom & Jerry
[b] Engelsk utgåva
[c] B-sidan av Ronnie Lawrence
[d] B-sidan av Paul Sheldon
[e] Också utgiven som en EP med låtarna "Rag Doll" (Garfunkel solo) och "You're Kind" (Simon solo)